# Olympische Sommerspiele 2024/Surfen – Shortboard (Männer)
Der Surfwettbewerb mit dem Shortboard der Männer bei den Olympischen Spielen 2024 in Paris fand vom 27. Juli bis zum 6. August statt. Aufgrund der Wellenbedingungen wurde der Wettbewerb um einige Tage verlängert. Austragungsort war der Surfort Teahupoʻo auf Tahiti in Französisch-Polynesien. Erster Olympiasieger im Surfen wurde in Tokio der Brasilianer Italo Ferreira, der somit Titelverteidiger war.

## Titelträger
| Olympische Spiele 2020       | Italo Ferreira    | Tokio             |
| ISA World Surfing Games 2024 | Gabriel Medina    | Arecibo           |
| Panamerikanische Spiele 2023 | Lucca Mesinas     | Santiago de Chile |
| Eurosurf 2023                | Guilherme Ribeiro | Ericeira          |

## Qualifikation
Die erreichten Quotenplätze im Surfen waren größtenteils an den entsprechenden Athleten gebunden. Die zehn besten Männer der World Surf League 2023 erhielten einen Quotenplatz. Bei den ISA World Surfing Games 2023 erhielt der beste Athlet jedes Kontinents einen Startplatz, mit Ausnahme Amerikas. Der kontinentale Startplatz Panamerikas wurde im Rahmen der Panamerikanischen Spiele 2023 vergeben. Zudem erhielten die besten sechs noch nicht qualifizierten Athleten der ISA World Surfing Games 2024 ein Ticket für die Olympischen Spiele. Das beste Team der ISA World Surfing Games 2022 und der ISA World Surfing Games 2024 durfte jeweils einen zusätzlichen Starter benennen. Das Feld wurde durch eine vergebene Wildcard komplettiert.

## 1. und 2. Runde

### Runde 1
Der beste Surfer aus jedem Lauf kam in Runde 3, die beiden Letztplatzierten kamen in Runde 2.

#### Lauf 1
| Rang | Athlet           | Nation      | Wellen | Wellen | Wellen | Wellen | Ergebnis | Anm. |
| Rang | Athlet           | Nation      | 1      | 2      | 3      | 4      | Ergebnis | Anm. |
| ---- | ---------------- | ----------- | ------ | ------ | ------ | ------ | -------- | ---- |
| 1    | Ethan Ewing [8]  | Australien  | 7,33   | 2,57   |        |        | 9,90     | R3   |
| 2    | Jordy Smith [17] | Südafrika   | 5,17   | 0,93   | 2,43   |        | 7,60     | R2   |
| 3    | Tim Elter [9]    | Deutschland | 1,00   | 0,50   | 3,00   | 1,00   | 4,00     | R2   |

#### Lauf 2
| Rang | Athlet                   | Nation     | Wellen | Wellen | Wellen | Wellen | Wellen | Ergebnis | Anm. |
| Rang | Athlet                   | Nation     | 1      | 2      | 3      | 4      | 5      | Ergebnis | Anm. |
| ---- | ------------------------ | ---------- | ------ | ------ | ------ | ------ | ------ | -------- | ---- |
| 1    | Joan Duru [4]            | Frankreich | 6,17   | 2,83   | 4,67   | 4,33   | 7,67   | 13,84    | R3   |
| 2    | Jack Robinson [13]       | Australien | 6,83   | 6,53   | 5,73   | 1,40   |        | 13,36    | R2   |
| 3    | Matthew McGillivray [21] | Südafrika  | 1,33   | 0,73   | 1,93   | 3,33   | 1,07   | 5,26     | R2   |

#### Lauf 3
| Rang | Athlet              | Nation    | Wellen | Wellen | Wellen | Ergebnis | Anm. |
| Rang | Athlet              | Nation    | 1      | 2      | 3      | Ergebnis | Anm. |
| ---- | ------------------- | --------- | ------ | ------ | ------ | -------- | ---- |
| 1    | Alonso Correa [5]   | Peru      | 5,83   | 3,17   | 8,50   | 14,33    | R3   |
| 2    | Filipe Toledo [12]  | Brasilien | 0,93   | 1,40   | 6,23   | 7,63     | R2   |
| 3    | Kanoa Igarashi [20] | Japan     | 4,17   |        |        | 4,17     | R2   |

#### Lauf 4
| Rang | Athlet              | Nation      | Wellen | Wellen | Wellen | Wellen | Wellen | Ergebnis | Anm. |
| Rang | Athlet              | Nation      | 1      | 2      | 3      | 4      | 5      | Ergebnis | Anm. |
| ---- | ------------------- | ----------- | ------ | ------ | ------ | ------ | ------ | -------- | ---- |
| 1    | Gabriel Medina [1]  | Brasilien   | 1,00   | 0,50   | 6,17   | 7,17   | 6,33   | 13,50    | R3   |
| 2    | Connor O’Leary [16] | Japan       | 0,20   | 3,73   | 6,20   |        |        | 9,93     | R2   |
| 3    | Bryan Pérez [24]    | El Salvador | 1,20   | 3,50   | 3,17   | 4,03   | 2,60   | 7,53     | R2   |

#### Lauf 5
| Rang | Athlet               | Nation     | Wellen | Wellen | Wellen | Wellen | Wellen | Wellen | Wellen | Ergebnis | Anm. |
| Rang | Athlet               | Nation     | 1      | 2      | 3      | 4      | 5      | 6      | 7      | Ergebnis | Anm. |
| ---- | -------------------- | ---------- | ------ | ------ | ------ | ------ | ------ | ------ | ------ | -------- | ---- |
| 1    | João Chianca [23]    | Brasilien  | 1,13   | 0,50   | 5,67   | 4,40   | 0,50   | 3,57   | 1,10   | 10,07    | R3   |
| 2    | Ramzi Boukhiam [2]   | Marokko    | 0,23   | 0,77   | 0,23   | 4,83   | 3,03   | 4,93   |        | 9,76     | R2   |
| 3    | Billy Stairmand [15] | Neuseeland | 1,13   | 3,33   | 2,20   | 0,97   |        |        |        | 5,53     | R2   |

#### Lauf 6
| Rang | Athlet                  | Nation             | Wellen | Wellen | Wellen | Wellen | Wellen | Wellen | Wellen | Ergebnis | Anm. |
| Rang | Athlet                  | Nation             | 1      | 2      | 3      | 4      | 5      | 6      | 7      | Ergebnis | Anm. |
| ---- | ----------------------- | ------------------ | ------ | ------ | ------ | ------ | ------ | ------ | ------ | -------- | ---- |
| 1    | John John Florence [11] | Vereinigte Staaten | 6,33   | 5,67   | 8,00   | 1,50   | 9,33   | 1,37   | 5,67   | 17,33    | R3   |
| 2    | Alan Cleland [19]       | Mexiko             | 7,17   | 7,17   |        |        |        |        |        | 14,34    | R2   |
| 3    | Andy Criere [6]         | Spanien            | 3,50   | 1,00   | 8,50   |        |        |        |        | 12,00    | R2   |

#### Lauf 7
| Rang | Athlet                 | Nation             | Wellen | Wellen | Wellen | Wellen | Wellen | Ergebnis | Anm. |
| Rang | Athlet                 | Nation             | 1      | 2      | 3      | 4      | 5      | Ergebnis | Anm. |
| ---- | ---------------------- | ------------------ | ------ | ------ | ------ | ------ | ------ | -------- | ---- |
| 1    | Griffin Colapinto [22] | Vereinigte Staaten | 7,50   | 0,50   | 5,77   | 9,53   | 1,00   | 17,03    | R3   |
| 2    | Kauli Vaast [3]        | Frankreich         | 1,50   | 4,60   | 5,83   | 7,80   |        | 13,63    | R2   |
| 3    | Lucca Mesinas [14]     | Peru               | 1,00   | 6,00   | 4,33   | 5,10   |        | 11,10    | R2   |

#### Lauf 8
| Rang | Athlet                   | Nation     | Wellen | Wellen | Wellen | Wellen | Ergebnis | Anm. |
| Rang | Athlet                   | Nation     | 1      | 2      | 3      | 4      | Ergebnis | Anm. |
| ---- | ------------------------ | ---------- | ------ | ------ | ------ | ------ | -------- | ---- |
| 1    | Reo Inaba [18]           | Japan      | 7,33   | 5,43   | 0,37   | 0,43   | 12,76    | R3   |
| 2    | Leonardo Fioravanti [10] | Italien    | 4,17   | 4,70   |        |        | 8,87     | R2   |
| 3    | Rio Waida [7]            | Indonesien | 5,17   | 0,57   |        |        | 5,74     | R2   |

### 2, Runde

#### Lauf 1
| Rang | Athlet                   | Nation  | Wellen | Wellen | Wellen | Wellen | Wellen | Wellen | Ergebnis | Anm. |
| Rang | Athlet                   | Nation  | 1      | 2      | 3      | 4      | 5      | 6      | Ergebnis | Anm. |
| ---- | ------------------------ | ------- | ------ | ------ | ------ | ------ | ------ | ------ | -------- | ---- |
| 1    | Kanoa Igarashi [20]      | Japan   | 7,17   | 3,67   | 0,70   | 6,00   | 0,43   | 6,70   | 13,87    | R3   |
| 2    | Leonardo Fioravanti [10] | Italien | 0,93   | 1,33   | 0,70   | 5,67   |        |        | 7,00     |      |

#### Lauf 2
| Rang | Athlet              | Nation      | Wellen | Wellen | Wellen | Ergebnis | Anm. |
| Rang | Athlet              | Nation      | 1      | 2      | 3      | Ergebnis | Anm. |
| ---- | ------------------- | ----------- | ------ | ------ | ------ | -------- | ---- |
| 1    | Connor O’Leary [16] | Japan       | 7,33   | 7,17   | 0,50   | 14,50    | R3   |
| 2    | Tim Elter [9]       | Deutschland | 1,57   | 0,93   | 4,50   | 6,07     |      |

#### Lauf 3
| Rang | Athlet           | Nation     | Wellen | Wellen | Wellen | Wellen | Wellen | Wellen | Wellen | Ergebnis | Anm. |
| Rang | Athlet           | Nation     | 1      | 2      | 3      | 4      | 5      | 6      | 7      | Ergebnis | Anm. |
| ---- | ---------------- | ---------- | ------ | ------ | ------ | ------ | ------ | ------ | ------ | -------- | ---- |
| 1    | Jordy Smith [17] | Südafrika  | 5,50   | 2,17   | 2,33   | 4,00   | 0,43   | 3,53   | 0,27   | 9,50     | R3   |
| 2    | Rio Waida [7]    | Indonesien | 4,67   | 0,20   | 0,73   |        |        |        |        | 5,40     |      |

#### Lauf 4
| Rang | Athlet                   | Nation     | Wellen | Wellen | Wellen | Wellen | Wellen | Ergebnis | Anm. |
| Rang | Athlet                   | Nation     | 1      | 2      | 3      | 4      | 5      | Ergebnis | Anm. |
| ---- | ------------------------ | ---------- | ------ | ------ | ------ | ------ | ------ | -------- | ---- |
| 1    | Kauli Vaast [3]          | Frankreich | 4,17   | 7,50   | 5,67   | 1,00   | 6,53   | 14,03    | R3   |
| 2    | Matthew McGillivray [21] | Südafrika  | 3,50   | 7,17   | 0,73   | 0,60   |        | 10,67    |      |

#### Lauf 5
| Rang | Athlet             | Nation      | Wellen | Wellen | Wellen | Wellen | Wellen | Wellen | Wellen | Wellen | Ergebnis | Anm. |
| Rang | Athlet             | Nation      | 1      | 2      | 3      | 4      | 5      | 6      | 7      | 8      | Ergebnis | Anm. |
| ---- | ------------------ | ----------- | ------ | ------ | ------ | ------ | ------ | ------ | ------ | ------ | -------- | ---- |
| 1    | Ramzi Boukhiam [2] | Marokko     | 5,00   | 0,50   | 1,43   | 0,50   | 7,00   | 3,33   | 0,13   | 7,60   | 14,60    | R3   |
| 2    | Bryan Pérez [24]   | El Salvador | 6,17   | 1,23   | 0,40   | 0,50   | 1,63   | 5,30   | 6,43   |        | 12,60    |      |

#### Lauf 6
| Rang | Athlet            | Nation  | Wellen | Wellen | Wellen | Wellen | Wellen | Wellen | Wellen | Ergebnis | Anm. |
| Rang | Athlet            | Nation  | 1      | 2      | 3      | 4      | 5      | 6      | 7      | Ergebnis | Anm. |
| ---- | ----------------- | ------- | ------ | ------ | ------ | ------ | ------ | ------ | ------ | -------- | ---- |
| 1    | Alan Cleland [19] | Mexiko  | 4,50   | 1,83   | 1,77   | 8,50   | 1,00   | 3,00   | 6,67   | 15,17    | R3   |
| 2    | Andy Criere [6]   | Spanien | 2,50   | 1,93   | 1,00   | 0,73   | 1,07   | 1,23   |        | 4,43     |      |

#### Lauf 7
| Rang | Athlet             | Nation     | Wellen | Wellen | Ergebnis | Anm. |
| Rang | Athlet             | Nation     | 1      | 2      | Ergebnis | Anm. |
| ---- | ------------------ | ---------- | ------ | ------ | -------- | ---- |
| 1    | Jack Robinson [13] | Australien | 9,87   | 7,00   | 16,87    | R3   |
| 2    | Lucca Mesinas [14] | Peru       | 6,00   | 4,83   | 10,83    |      |

#### Lauf 8
| Rang | Athlet               | Nation     | Wellen | Wellen | Wellen | Wellen | Wellen | Ergebnis | Anm. |
| Rang | Athlet               | Nation     | 1      | 2      | 3      | 4      | 5      | Ergebnis | Anm. |
| ---- | -------------------- | ---------- | ------ | ------ | ------ | ------ | ------ | -------- | ---- |
| 1    | Filipe Toledo [12]   | Brasilien  | 7,33   | 0,43   | 2,17   | 9,67   | 6,33   | 17,00    | R3   |
| 2    | Billy Stairmand [15] | Neuseeland | 8,17   | 5,83   |        |        |        | 14,00    |      |

## Finalrunde

### 3, Runde

#### Lauf 1
| Rang | Athlet            | Nation    | Wellen | Wellen | Wellen | Wellen | Wellen | Ergebnis | Anm. |
| Rang | Athlet            | Nation    | 1      | 2      | 3      | 4      | 5      | Ergebnis | Anm. |
| ---- | ----------------- | --------- | ------ | ------ | ------ | ------ | ------ | -------- | ---- |
| 1    | Alonso Correa [5] | Peru      | 4,83   | 5,33   | 8,50   | 6,50   | 1,23   | 15,00    | VF   |
| 2    | Jordy Smith [17]  | Südafrika | 5,90   | 0,50   | 0,93   | 6,30   |        | 12,20    |      |

#### Lauf 2
| Rang | Athlet             | Nation    | Wellen | Wellen | Wellen | Wellen | Wellen | Ergebnis | Anm. |
| Rang | Athlet             | Nation    | 1      | 2      | 3      | 4      | 5      | Ergebnis | Anm. |
| ---- | ------------------ | --------- | ------ | ------ | ------ | ------ | ------ | -------- | ---- |
| 1    | Reo Inaba [18]     | Japan     | 2,17   | 3,17   | 0,50   | 2,03   | 2,83   | 6,00     | VF   |
| 2    | Filipe Toledo [12] | Brasilien | 1,43   | 0,97   | 1,03   |        |        | 2,46     |      |

#### Lauf 3
| Rang | Athlet                 | Nation             | Wellen | Wellen | Wellen | Ergebnis | Anm. |
| Rang | Athlet                 | Nation             | 1      | 2      | 3      | Ergebnis | Anm. |
| ---- | ---------------------- | ------------------ | ------ | ------ | ------ | -------- | ---- |
| 1    | Kauli Vaast [3]        | Frankreich         | 7,33   | 7,77   |        | 15,10    | VF   |
| 2    | Griffin Colapinto [22] | Vereinigte Staaten | 6,33   | 7,50   | 5,90   | 13,83    |      |

#### Lauf 4
| Rang | Athlet            | Nation     | Wellen | Wellen | Wellen | Wellen | Wellen | Ergebnis | Anm. |
| Rang | Athlet            | Nation     | 1      | 2      | 3      | 4      | 5      | Ergebnis | Anm. |
| ---- | ----------------- | ---------- | ------ | ------ | ------ | ------ | ------ | -------- | ---- |
| 1    | Joan Duru [4]     | Frankreich | 4,67   | 9,10   | 4,93   | 4,00   | 9,03   | 18,13    | VF   |
| 2    | Alan Cleland [19] | Mexiko     | 3,17   | 4,33   | 7,00   | 8,17   | 0,20   | 15,17    |      |

#### Lauf 5
| Rang | Athlet              | Nation    | Wellen | Wellen  | Wellen | Wellen | Wellen | Wellen | Ergebnis | Anm. |
| Rang | Athlet              | Nation    | 1      | 2       | 3      | 4      | 5      | 6      | Ergebnis | Anm. |
| ---- | ------------------- | --------- | ------ | ------- | ------ | ------ | ------ | ------ | -------- | ---- |
| 1    | Gabriel Medina [1]  | Brasilien | 2,50   | 9,90 OR | 5,33   | 7,50   | 2,63   | 7,00   | 17,40    | VF   |
| 2    | Kanoa Igarashi [20] | Japan     | 0,73   | 0,17    | 3,67   | 2,77   | 3,37   |        | 7,04     |      |

#### Lauf 6
| Rang | Athlet             | Nation    | Wellen | Wellen | Wellen | Wellen | Wellen | Wellen | Ergebnis | Anm. |
| Rang | Athlet             | Nation    | 1      | 2      | 3      | 4      | 5      | 6      | Ergebnis | Anm. |
| ---- | ------------------ | --------- | ------ | ------ | ------ | ------ | ------ | ------ | -------- | ---- |
| 1    | João Chianca [23]  | Brasilien | 8,33   | 6,70   | 8,03   | 9,30   | 8,80   |        | 18,10    | VF   |
| 2    | Ramzi Boukhiam [2] | Marokko   | 6,33   | 7,83   | 5,17   | 8,10   | 9,70   | 1,27   | 17,80    |      |

#### Lauf 7
| Rang | Athlet                  | Nation             | Wellen | Wellen | Wellen | Wellen | Wellen | Wellen | Ergebnis | Anm. |
| Rang | Athlet                  | Nation             | 1      | 2      | 3      | 4      | 5      | 6      | Ergebnis | Anm. |
| ---- | ----------------------- | ------------------ | ------ | ------ | ------ | ------ | ------ | ------ | -------- | ---- |
| 1    | Jack Robinson [13]      | Australien         | 0,17   | 1,90   | 7,17   | 1,83   | 5,83   | 6,77   | 13,94    | VF   |
| 2    | John John Florence [11] | Vereinigte Staaten | 1,17   | 1,77   | 6,50   | 2,57   |        |        | 9,07     |      |

#### Lauf 8
| Rang | Athlet              | Nation     | Wellen | Wellen | Wellen | Wellen | Wellen | Wellen | Ergebnis | Anm. |
| Rang | Athlet              | Nation     | 1      | 2      | 3      | 4      | 5      | 6      | Ergebnis | Anm. |
| ---- | ------------------- | ---------- | ------ | ------ | ------ | ------ | ------ | ------ | -------- | ---- |
| 1    | Ethan Ewing [8]     | Australien | 5,50   | 1,30   | 0,20   | 8,67   | 1,80   |        | 14,17    | VF   |
| 2    | Connor O’Leary [16] | Japan      | 3,00   | 0,50   | 8,00   | 0,27   | 0,93   | 0,23   | 11,00    |      |

### Viertelfinale

#### Lauf 1
| Rang | Athlet            | Nation | Wellen | Wellen | Wellen | Wellen | Wellen | Ergebnis | Anm. |
| Rang | Athlet            | Nation | 1      | 2      | 3      | 4      | 5      | Ergebnis | Anm. |
| ---- | ----------------- | ------ | ------ | ------ | ------ | ------ | ------ | -------- | ---- |
| 1    | Alonso Correa [5] | Peru   | 0,17   | 2,57   | 4,17   | 6,33   |        | 10,50    | HF   |
| 2    | Reo Inaba [18]    | Japan  | 2,83   | 0,47   | 7,33   | 0,50   | 0,33   | 10,16    |      |

#### Lauf 2
| Rang | Athlet          | Nation     | Wellen | Wellen | Wellen | Wellen | Wellen | Wellen | Wellen | Wellen | Wellen | Ergebnis | Anm. |
| Rang | Athlet          | Nation     | 1      | 2      | 3      | 4      | 5      | 6      | 7      | 8      | 9      | Ergebnis | Anm. |
| ---- | --------------- | ---------- | ------ | ------ | ------ | ------ | ------ | ------ | ------ | ------ | ------ | -------- | ---- |
| 1    | Kauli Vaast [3] | Frankreich | 1,33   | 1,07   | 3,43   | 6,33   | 2,00   | 7,33   | 8,00   | 6,83   | 0,50   | 15,33    | HF   |
| 2    | Joan Duru [4]   | Frankreich | 3,67   | 0,77   | 4,83   | 7,50   |        |        |        |        |        | 12,33    |      |

#### Lauf 3
| Rang | Athlet             | Nation    | Wellen | Wellen | Wellen | Wellen | Wellen | Wellen | Wellen | Wellen | Ergebnis | Anm. |
| Rang | Athlet             | Nation    | 1      | 2      | 3      | 4      | 5      | 6      | 7      | 8      | Ergebnis | Anm. |
| ---- | ------------------ | --------- | ------ | ------ | ------ | ------ | ------ | ------ | ------ | ------ | -------- | ---- |
| 1    | Gabriel Medina [1] | Brasilien | 6,67   | 0,50   | 8,10   | 1,00   |        |        |        |        | 14,77    | HF   |
| 2    | João Chianca [23]  | Brasilien | 0,20   | 2,33   | 1,07   | 0,80   | 4,83   | 1,80   | 4,50   | 0,47   | 9,33     |      |

#### Lauf 4
| Rang | Athlet             | Nation     | Wellen | Wellen | Wellen | Wellen | Wellen | Ergebnis | Anm. |
| Rang | Athlet             | Nation     | 1      | 2      | 3      | 4      | 5      | Ergebnis | Anm. |
| ---- | ------------------ | ---------- | ------ | ------ | ------ | ------ | ------ | -------- | ---- |
| 1    | Jack Robinson [13] | Australien | 1,00   | 0,83   | 7,33   | 0,50   | 8,00   | 15,33    | HF   |
| 2    | Ethan Ewing [8]    | Australien | 1,20   | 8,33   | 1,57   | 4,67   |        | 13,00    |      |

### Halbfinale

#### Lauf 1
| Rang | Athlet            | Nation     | Wellen | Wellen | Wellen | Wellen | Wellen | Wellen | Wellen | Wellen | Ergebnis | Anm. |
| Rang | Athlet            | Nation     | 1      | 2      | 3      | 4      | 5      | 6      | 7      | 8      | Ergebnis | Anm. |
| ---- | ----------------- | ---------- | ------ | ------ | ------ | ------ | ------ | ------ | ------ | ------ | -------- | ---- |
| 1    | Kauli Vaast [3]   | Frankreich | 2,00   | 0,87   | 4,00   | 5,83   | 5,13   |        |        |        | 10,96    | F    |
| 2    | Alonso Correa [5] | Peru       | 2,67   | 1,37   | 3,77   | 0,67   | 0,63   | 5,67   | 3,93   | 1,60   | 9,60     | 3/4  |

#### Lauf 2
| Rang | Athlet             | Nation     | Wellen | Wellen | Wellen | Ergebnis | Anm. |
| Rang | Athlet             | Nation     | 1      | 2      | 3      | Ergebnis | Anm. |
| ---- | ------------------ | ---------- | ------ | ------ | ------ | -------- | ---- |
| 1    | Jack Robinson [13] | Australien | 0,50   | 4,50   | 7,83   | 12,33    | F    |
| 2    | Gabriel Medina [1] | Brasilien  | 6,33   |        |        | 6,33     | 3/4  |

### Duell um Bronze
| Rang | Athlet             | Nation    | Wellen | Wellen | Wellen | Wellen | Wellen | Wellen | Wellen | Wellen | Ergebnis |
| Rang | Athlet             | Nation    | 1      | 2      | 3      | 4      | 5      | 6      | 7      | 8      | Ergebnis |
| ---- | ------------------ | --------- | ------ | ------ | ------ | ------ | ------ | ------ | ------ | ------ | -------- |
| 3    | Gabriel Medina [1] | Brasilien | 5,67   | 0,87   | 0,83   | 7,50   | 7,77   | 0,50   | 7,77   | 1,07   | 15,54    |
| 4    | Alonso Correa [5]  | Peru      | 6,83   | 0,50   | 5,00   | 5,60   | 2,10   |        |        |        | 12,43    |

### Finale
| Rang | Athlet             | Nation     | Wellen | Wellen | Ergebnis |
| Rang | Athlet             | Nation     | 1      | 2      | Ergebnis |
| ---- | ------------------ | ---------- | ------ | ------ | -------- |
| 1    | Kauli Vaast [3]    | Frankreich | 9,50   | 8,17   | 17,67    |
| 2    | Jack Robinson [13] | Australien | 7,83   |        | 7,83     |